# Barajul Halabiye
Barajul Halabiye (sau Barajul Zalabiye) este un baraj propus pe Eufrat în Guvernoratul Deir ez-Zor, Siria. Va fi al patrulea și cel mai sudic baraj de pe Eufratul sirian, după barajul Tishrin, barajul Tabqa și barajul Baath. 

## Proiect
Locația propusă pentru baraj este decalajul îngust din valea Eufratului la nord-vest de Deir ez-Zor care este creat de aflorimentele de bazalt de pe malul stâng și drept al râului. Se preconizează ca zonele uscate să fie aduse în cultură cu apa de irigare furnizată de baraj. În pregătirea acestui proiect, directorul sirian Direcția Generală Antichități și Muzee (DGAM) a făcut apel în 2009 la echipele internaționale de arheologi să participe la săpăturile de salvare ale siturilor arheologice care ar fi amenințate de construcția barajului și de inundarea lacului de acumulare. Aceste săpături urmau să fie efectuate între 2010 și 2012. Siturile care sunt amenințate sunt situate în zona care se estimează că va fi inundată de lacul de acumulare și în zona în care vor avea loc lucrări de construcție a barajului. Site-uri importante care sunt amenințate includ epocile romano–bizantine, situri din Halabiye și Zalabiye care au fost fortificate pentru prima dată de regina  palmyriană Zenobia în secolul al III-lea CE. Orașul Halabiye de jos va fi parțial inundat de lacul de acumulare, iar guvernul sirian cooperează cu Programul Națiunilor Unite pentru Dezvoltare (PNUD) și UNESCO pentru a limita impactul barajului asupra acestui sit, precum și asupra Zalabiye. Alte site-uri amenințate includ Tell Ma'dan și Tell Humeyda cu  Ubaid din  epoca bronzului, Uruk și material bizantin. Având în vedere instabilitatea actuală din regiune, se poate presupune că proiectul a fost amânat.